# حجل القباع (غيل بن يمين)
'

تعديل مصدري - تعديل

حجل القباع هي إحدى قرى عزلة غيل بن يمين بمديرية غيل بن يمين التابعة لمحافظة حضرموت، بلغ تعداد سكانها 168 نسمة حسب تعداد اليمن لعام 2004.